# Hươu xạ đen
Hươu xạ đen (Moschus fuscus) là một loài động vật có vú trong họ Moschidae, bộ Artiodactyla. Loài này được Li mô tả năm 1981.